# Colaboração online
A colaboração online, ou colaboração online em escala massiva, é uma forma de colaboração onde geralmente há grandes grupos de pessoas trabalhando independentemente em um mesmo projeto. Estes projetos tipicamente acontecem na internet utilizando softwares sociais, que produzem primariamente relações, e. g. serviço de rede social, e ferramentas de suporte para colaboração, que produzem um produto colaborativo, e. g. plataformas wiki, as quais fornecem uma fonte potencialmente infinita de colaboração e compartilhamento de conhecimento.
O CEO da Google, Eric Schmidt, diz: "Quando você diz 'colaboração', uma pessoa de 45 anos geralmente pensa que sabe do que você está falando - equipes sentadas em torno de uma mesa, conversando agradavelmente sobre objetivos positivos e com um comportamento afável. É isso que a colaboração significa para a maioria das pessoas."

## Introdução
Comunicação e colaboração via Internet tem ganho mais destaque no século XX, especialmente com a ascensão das redes sociais, a Web 2.0 e outros mundos virtuais. Muitos estudos interessantes e válidos tem sido realizados sobre as tecnologias envolvidas no processo e a como ele tem sido moldado pelas comunidades de usuários. O fenômeno da colaboração na internet pode parecer algo começado no século XX, porém as interações nesse processo são fundamentadas em um rico legado de tecnologias.
Eventos na Internet prognosticam que um mundo menor, mais aberto e interdependente tem o potencial de ser dinâmico, mas também mais vulnerável ao terrorismo e redes criminosas. Assim como as massas de cientistas e programadores de software podem colaborar em projetos socialmente benéficos, criminosos e terroristas podem conspirar na internet para devastar os meios de comunicação mais populares.
Estudos apontam que a colaboração online será de grande relevância para o amplo alcance cursos de ensino superior em campos relacionados com a computação suave, sistemas de informação, cultura e estudos de mídia, e teoria da comunicação. Também no ensino à distância onde a participação e colaboração entre alunos através da Internet tem sido bastante estudada.

## Fatores

### Modularidade
Modularidade permite que uma grande quantidade de experimentos e implementações procedam em paralelo, com diferentes times trabalhando nos mesmos módulos, cada um propondo soluções diferentes. A modularidade também permite que diferentes "blocos" de projetos sejam facilmente montados, facilitando a descentralização da inovação em que todos os blocos se encaixam.

## Diferenças

### Cooperação
A colaboração online difere da cooperação online no se diz respeito ao desenvolvimento em conjunto de conhecimento. Membros envolvimentos em cooperação não precisam se envolver em negociações conjuntas de entendimento, eles simplesmente seguem de maneira voluntária. Com regras muito gerias e pouca necessidade de negociação e consenso quando cooperando, a internet, uma cidade e até a economia global podem ser ditas como exemplos de cooperação em massa. Já a colaboração é mais refinada, no que se diz respeito a regras, e mais complexa no processo e produção no nível engajamento coletivo.

### Fórum online
Apesar de uma discussão online ser de certo colaborativa, a colaboração online é diferente de um fórum online, de lista de correios eletrônicos, de quadros de avisos online, ou grupos de discussão no que se diz respeito à estrutura formada, utilizando como exemplo os fóruns, uma discussão não forma um conteúdo textual único e com um corpo coerente, apenas opiniões trocadas.

### Coautoria
Da perspectiva de sites que trabalham com a colaboração em massa, esta atividade pode parecer ser idêntica a da coautoria. De fato, é, com a exceção sendo os relacionamentos implícitos e explícitos formadas pela interdependência que muitos sites de colaboração em massa compartilham através de hipertexto e coautoria de diferentes conjuntos de colaboradores. Esta interdependência de sites colaborativos feitos pela coautoria de um grande número de pessoas é o que dá a colaboração em massa uma de suas mais distintivas ferramentas - uma colaboração coerente que emerge do conjunto inter-relacionado de suas partes.

## Mudanças

### Negócios
A revolução Wikipedia modificou não só o mercado de enciclopédias, mas criou um novo paradigma denominado pelo neologismo Wikinomics. No livro em que o este neologismo foi criado, Wikinomics: How Mass Collaboration Changes Everything, são listadas cinco novas ideias poderosas que a nova arte e ciência do wikinomics se baseia:
- ser aberto
- peering
- compartilhamento
- agir globalmente
- interdependência

O conceito de colaboração online tem levado a uma série de esforços para aproveitar e comercializar tarefas compartilhadas. Coletivamente conhecido como crowdsourcing, estes empreendimentos tipicamente estão envolvidos com sistemas online de contas para coordenar os compradores e comerciantes de mão-de-obra, que geralmente são pessoas que no dia-a-dia utilizam momentos ociosos para contribuir na rede de colaboração. O sistema Mechanical Turk da Amazon segue este modelo, permitindo que empregadores distribuam tasks de minutos para milhares de trabalhadores registrados. Na indústria de propaganda, Giant Hydra utiliza a colaboração em massa para permitir que pessoas criativas colaborem online em ideias para propagandas e criem o que eles chamam de 'matriz de ideias', um nó de conceitos altamente complexo, execuções e ideias totalmente conectadas entre si. Na indústria de finanças, companhias como a Open Models Valuation Company (OMVCO) também utilizando a colaboração online para melhorar a precisão das previsões financeiras.

### Governo
O poder da colaboração online é evidenciado pelo alcance e precisão do projeto da Wikipedia. Em seu website Mass-Collaboration.net, Kevin St.Onge discute as oportunidades que a colaboração online dá ao mundo para conseguir uma democracia global. Ele argumenta que os governos como nós conhecemos serão dissolvidos e trocados por esforços colaborativos de toda a população mundial.

## Captchas e a colaboração online em escala massiva
Desenvolvido na originalmente na Carnegie Mellon University por Luis von Ahn e sua equipe, o projeto reCAPTCHA utiliza a colaboração massiva online para prover a digitalização de textos de livros. O uso de CAPTCHAs para seguranças de sites se tornou algo impreterível, a capacidade humana de reconhecer as palavras dadas foi o que fez o grupo de pesquisa que crio os CAPTCHAs iniciar um novo projeto, o qual utiliza esta capacidade humana de reconhecer palavras em segundos, e o computador não consegue em vários casos, para conseguir digitalizar palavras de livros escaneados que o computador não conseguiu.
O reCAPTCHA na forma simples apresenta duas palavras ao usuário para fazer a verificação de que o usuário é humano, uma das palavras tem o resultado conhecido e a segunda não, se o usuário acertar a palavra conhecida, o sistema reconhece que é humano e guarda a segunda palavra como possível digitalização da palavra. A Google adquiriu a reCAPTCHA e utiliza este projeto para digitalizar parte dos livros digitalizados para o Google Books, livros muito antigos são difíceis para o computador reconhecer e utilizando o recurso oferecido pelo reCAPTCHA as digitalizações de livros são feitas através da colaboração de cerca de 750,000,000 pessoas, o que é aproximadamente 10% da população do planeta.

## Software colaborativo
O baixo custo e o compartilhamento quase instantâneo de ideias, conhecimento e habilidades, tem feito do trabalho colaborativo drasticamente mais fácil. Não somente um grupo pode de forma barata comunicar-se e compartilhar ideias, mas o grande alcance da Internet permite a tais grupos facilitar a sua própria formação em primeiro lugar. Um exemplo disto é o movimento do software livre, que produziu o Linux, o Mozilla Firefox, o OpenOffice.org, entre outros.
O chat, as redes sociais e os sistemas de mensagem instantâneas são tecnologias que também utilizam a Internet como meio de troca de ideias e colaboração. Mesmo o correio eletrônico é tido atualmente como uma ferramenta de trabalho colaborativo. Ainda bastante usado em ambientes corporativo, vêm perdendo espaço entre utilizadores pessoais para serviços como mensagem instantânea e redes sociais devido ao dinamismo e pluralidade de opções fornecidas por esses dois.
Outra aplicação de colaboração na Internet são os sistemas wiki, que utilizam a World Wide Web para realizar colaboração, fornecendo ferramentas como sistema de controle de versão e autenticação de utilizadores para a edição on-line de documentos.

## Ferramentas de colaboração online
As ferramentas de colaboração online vão de simples a complexas, de caras a baratas, de instaladas localmente até hospedadas remotamente, comerciais ou de software aberto, grandes versus pequenas. Fundamentalmente, todas essas ferramentas oferecem estes serviços básicos:
- uma forma de se comunicar
- um mecanismo para compartilhamento de documentos
- meios para descobrir outros membros da comunidade

Os serviços opcionais incluem ter integrado calendário online; perfis de usuário mais extensos e sistemas de buscas mais aperfeiçoados; sistemas de recomendação, whiteboard; e múltiplos canais, incluindo serviço de troca de mensagens instântaneas, Web.

## Área de discussão
Nos cenários colaborativos tradicionais, discussões são peças chaves na negociação para desenvolvimento em conjunto, o conhecimento compartilhado (a essência da colaboração), age como um ponto de mediação entre colaboradores individualmente e o resultado que pode ou pode não emergir das discussões. A colaboração em massa inverte essa relação com o trabalho que está sendo feito fornecendo o ponto de mediação entre os colaboradores, e com discussões associadas sendo partes opcionais do processo. É claro que é discutível se a discussão é ótima, já que quase todas (se não todas) as discussões entre colaboradores são associadas com o conteúdo sendo desenvolvido. Entretanto, é possível contribuir (para a Wikipedia, por exemplo) sem discussão do conteúdo sendo contribuído. (Colaborações em menor escala podem ser feitas sem  discussões, especialmente em quando o modo de trabalho é não-verbal - imagine dois pintores contribuindo para a mesma tela - mas a situação torna-se cada vez mais problemática quanto mais membros são incluídos.)